# Dracontium spruceanum
Dracontium spruceanum är en kallaväxtart som först beskrevs av Heinrich Wilhelm Schott, och fick sitt nu gällande namn av Guang Hua Zhu. Dracontium spruceanum ingår i släktet Dracontium och familjen kallaväxter. Inga underarter finns listade.